# Aloe meruana
Aloe meruana é uma espécie de liliopsida do gênero Aloe, pertencente à família Asphodelaceae.